# Новожилова, Витта Владимировна
Витта Владимировна Новожилова (род. 11 февраля 1947, Александровск-Сахалинский, Сахалинская область) — советский и российский тренер специализирующаяся в  плавании брассом. С 1992 по 1996 гг. и с 2016 года по настоящее время работает в сборных командах России. Мастер спорта СССР. Заслуженный тренер России.

## Биография
Витта Владимировна родилась в семье врача и военного юриста в Александровске Сахалинской области.  Свою спортивную карьеру начала как пловчиха, специализировалась в плавании брассом. После окончания спортивной карьеры поступила и окончила Государственный институт физической культуры имени П. Ф. Лесгафта (ГДОИФК им. Лесгафта), что стало основой для её дальнейшей тренерской деятельности.
С 1969 года работает тренером, трудовую деятельность начала в бассейне «Экран» у Игоря Михайловича Кошкина. с 1992 по 1996 год и с 2016 года по настоящее время входит в тренерский штаб сборных команд России по плаванию. Основное место работы — СШОР по водным видам спорта «Экран» в Санкт-Петербурге.
Витта Новожилова сама является мастером спорта СССР, более 50 лет занимается тренерской деятельностью. За это время она подготовила 12 мастеров спорта международного класса и более 50 мастеров спорта. Она наставник рекордсменки мира, серебряной призерки чемпионата мира, чемпионки Европы и многократной чемпионки России Евгении Чикуновой.

## Лучшие ученики
Евгения Чикунова - заслуженный мастер спорта России, многократный призер чемпионатов мира, чемпионка Европы, рекордсменка мира.
Яна Саттарова - двукратная чемпионка и многократный призер этапов Кубка мира, призер чемпионата мира среди юниоров, двукратная победительница чемпионата Европы среди юниоров.

## Награды и достижения
Заслуженный тренер России (2024)
Победитель в номинации «Гордость России: тренер года» (2023)

## Личная жизнь
Замужем, имеет взрослую дочь, также выбравшую карьеру тренера по плаванию.

## Цитата
Вопрос интервьера - стоит ли её профессия всех жертв.

«Многие считают, что не стоит. Нонна Мордюкова, например, говорила то же самое применительно к актёрскому ремеслу. Но я не могу без воды. Не представляю себя не на бортике. И всех своих учеников люблю, как собственных детей. Дочка у меня тоже работает тренером, но она более жёсткая в этом плане. И меня порой укоряет за то, что я безоговорочно верю спортсменам».